# Place Paul-et-Marcelle-Vergara
La place Paul et Marcelle Vergara, anciennement place de la Croix-du-Trahoir, est une place située dans le 1er arrondissement de Paris, en France.

## Situation et accès
La place est située au croisement de la rue Saint-Honoré et de la rue de l'Arbre-Sec.

## Origine du nom
La place porte le nom du pasteur Paul Vergara (1883-1965) et Marcelle Vergara (1885-1969), couple de Justes parmi les nations français. De 1927 à 1954, Paul Vergara est pasteur au temple protestant de l'Oratoire du Louvre, visible de la place et situé au no 145 rue Saint-Honoré.

## Historique
La place s'appelle depuis le Moyen Âge place de la Croix-du-Trahoir. Elle est en face de la fontaine de la Croix-du-Trahoir. Le 21 janvier 1535, trois protestants y sont brulés : Audebert Valeton, receveur de Nantes, maître Nicole Lhuillier, clerc du greffe du Châtelet et maître Simon Foutret, chantre du roi.

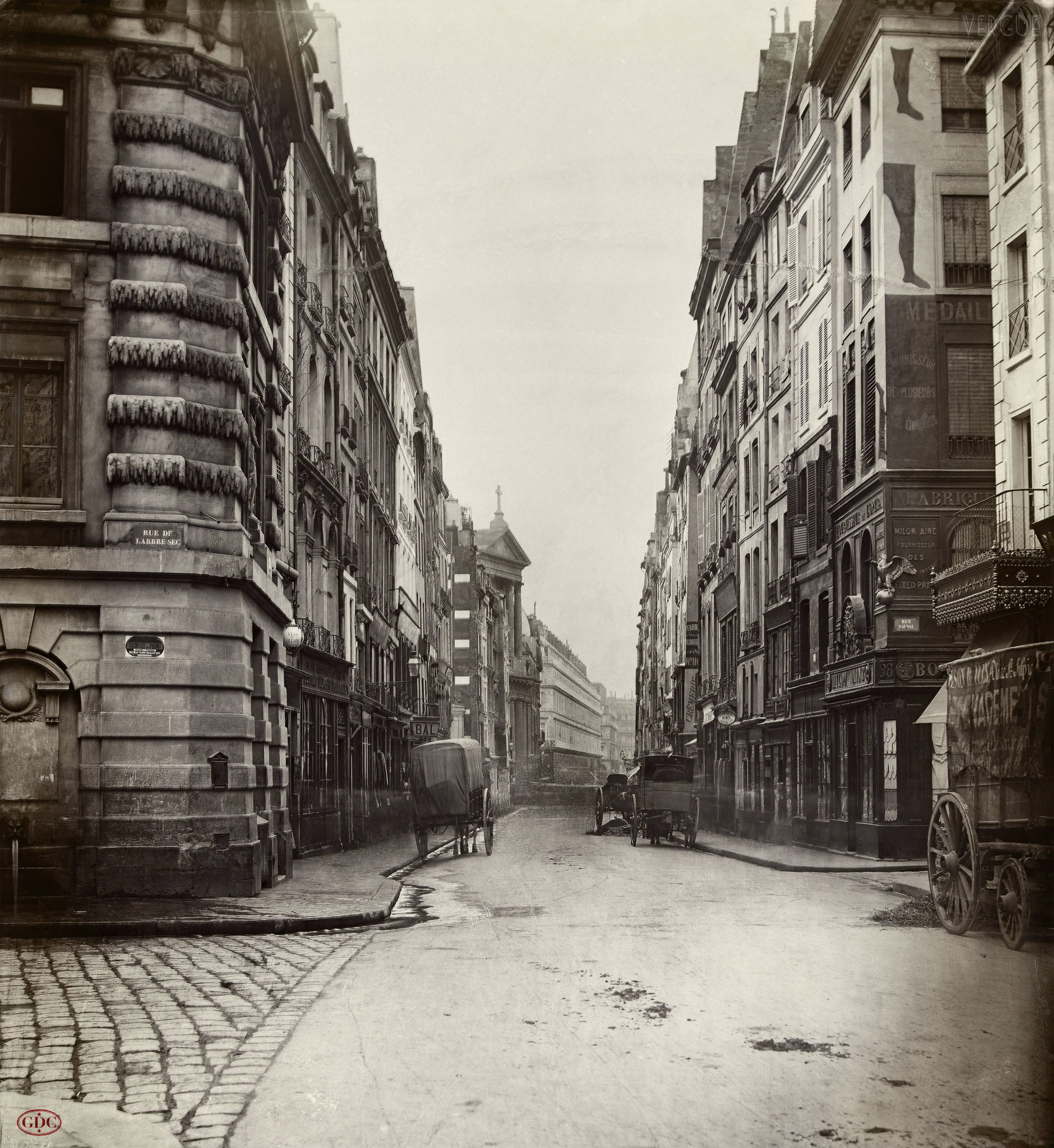
Charles Marville, rue Saint-Honoré, de la rue de l’Arbre-sec, vers 1868.

Par délibération du 13 février 2025, la voie prend la dénomination de « Place Paul et Marcelle Vergara ».

## Pour approfondir